# Regionalzeitung
Regionalzeitungen sind Zeitungen, die nur in einem bestimmten Gebiet oder einer bestimmten Region erscheinen und gleichzeitig standortbezogen sind.

## Abgrenzung zu überregionalen und lokalen Zeitungen
Im Gegensatz zu Regionalzeitungen agieren überregionale Zeitungen landesweit oder international, Lokalzeitungen dagegen in noch kleinräumigeren Bezügen, etwa einzelnen Städten.
Viele Lokalzeitungen erscheinen nicht eigenständig, sondern als Lokalausgaben von Regionalzeitungen. Diese können auch unter ortsbezogenen anderen Titeln (meist denen von durch den Regionalverlag aufgekauften ehemals selbständigen Lokalzeitungen) angeboten werden, wobei sich nur die Lokalseiten unterscheiden. Reine Lokalzeitungen beziehen oft ihre Mantelseiten mit der regionalen und überregionalen Berichterstattung von Regionalzeitungen und produzieren nur den Lokalteil selbst (Kopfblatt).

## Themen
Die Themenauswahl von Regionalzeitungen legt in der Regel größeres Augenmerk auf die Ereignisse und Belange der jeweiligen Region, sie führt somit die lokale Berichterstattung und füllt traditionell die Lücke zur überregionalen Berichterstattung großer Zeitungen und anderer Massenmedien, wie etwa dem Fernsehen.
Da die meisten ihrer Leser Informationen über nationale oder internationale Ereignisse auch oder überwiegend dem Fernsehen entnehmen, fassen Regionalzeitungen die Berichterstattung hierzu kürzer. Bis heute gibt es aber nur in wenigen Regionen eigene Fernsehsender mit ausführlicher Berichterstattung über das örtliche Geschehen. Es kommt also zu einer Aufgabenteilung zwischen überregionalen elektronischen Medien und den in regionalen Themen kompetenteren Printmedien.

## Verbreitung
Fast die gesamte Auflage einer Regionalzeitung wird in der jeweiligen Region, nur wenige Exemplare werden jeweils überregional (per Abonnement), vertrieben. Der Vertrieb von Regionalzeitungen wird aufgeteilt in den Abonnementverkauf und in den Einzelverkauf.
Das Verbreitungsgebiet einer Regionalzeitung kann sehr unterschiedlich groß sein, etwa von der Ebene eines deutschen Landkreises bis zur Größe von deutschen Regierungsbezirken oder österreichischen Bundesländern.
Größere Regionalzeitungen unterhalten mehrere Lokalredaktionen für die örtliche Berichterstattung, teilweise als nichtselbständige Kopfblätter, die sich nur durch den Titel und die Lokalinhalte von ihren Schwesterblättern unterscheiden.
Gegenden, die im Zuge des Zeitungssterbens ihre Regionalzeitungen verloren haben, werden auch als Nachrichtenwüsten (englisch: news deserts) bezeichnet.

## Situation in Deutschland
Regionalzeitungen sind derzeit in Deutschland in 38 Prozent aller Landkreise Monopolisten in ihrem heimischen Markt. In beinahe jedem Landkreis existiert mindestens eine regionale Zeitung.
334 Lokal- und Regionalzeitungen werden zum Teil im Abonnement vertrieben, mit einer Gesamtauflage von 14,85 Millionen.
Landkreise und Städte, die durch nur eine tägliche Lokal- oder Regionalzeitung versorgt werden, nennt man auch Einzeitungskreise.

## Situation in der Schweiz
Die Konzentration im Regionalzeitungsmarkt hat nach der Jahrtausendwende deutlich zugenommen. Nur im Ballungsraum rund um die Medienmetropole Zürich herrscht noch Wettbewerb zwischen Tageszeitungen unterschiedlicher Medienkonzerne.

## Situation in Österreich
Österreich wies zu Beginn der 90er-Jahre den europaweit höchsten Konzentrationsgrad der Presse auf. Die Konzentration auf regionaler Ebene ist dabei noch höher, als auf nationaler.